# Rugathodes madeirensis
Rugathodes madeirensis är en spindelart som beskrevs av Jörg Wunderlich 1987. Rugathodes madeirensis ingår i släktet Rugathodes och familjen klotspindlar.
Artens utbredningsområde är Madeira. Inga underarter finns listade i Catalogue of Life.